# Riabinino (Kraj Permski)
Riabinino (ros. Рябинино) – osiedle w Rosji, w Kraju Permskim, w rejonie czerdyńskim. W 2010 liczyło 1661 mieszkańców.